# Ficksburg
Ficksburg — miasto w Wolnym Państwie Orania położone przy granicy z Lesotho, obok Bethlehem, drugie największy ośrodek we wschodniej części Prowincji. 
Miasto założone przez generała Johana Ficka, który podbił okoliczne ziemie w wojnie z plemionami Basuto. Ostatni Gubernator Generalny Związku Południowej Afryki i pierwszy prezydent Republiki Południowej Afryki Charles Robberts Swart był tu internowany w 1914 roku przez Brytyjczyków i wypuszczony na wolność w przeddzień zaplanowanej egzekucji. 
Ficksburg leży na obszarze rolniczym; uprawia się tu m.in. proso, sorgo, kukurydzę, a także wiśnie i szparagi. Rozwinięta turystyka, m.in. brama do Lesotho (The Gateway to the Mountain Kingdom Of Lesotho) na terenie którego znajduje się malownicze Katse Dam. 
3 kilometry na północ od miasta znajduje się lotnisko (Ficksburg Airport) obsługujący połączenia lokalne.